# モネの池
モネの池（モネのいけ）は、岐阜県関市板取の根道神社参道脇にある貯水池。高賀山の伏流水を利用して1980年頃に灌漑用に整備された。「モネの池」は通称であり正式な池の名称ではない。地元では根道神社の池もしくは単に池と呼んでいる。
このため、岐阜県観光連盟の公式サイトや関市の公式ホームページでは「名もなき池（通称：モネの池）」として観光案内を掲載している。2015年11月の報道によれば、休日には3,000人ほどが訪れる観光地である。

## 概要
1999年、池は雑草が生い茂っていたが、近くで花苗の生産販売をする「フラワーパーク板取」の経営者、小林佐富朗が除草を行い、スイレンやコウホネを植えた。また、池で泳ぐコイは地元住民が自宅で飼えなくなって持ち込んだものである。観光目的で作られた池では無く、偶然が積み重なってクロード・モネの後期の代表作『睡蓮』を彷彿とさせる池となった。
池の大きさはテニスコートよりも少し大きい程度で約400m2の広さである。また、常に湧き水が流れ込む湧水池となっている。このため、年間水温がおよそ14℃で一定となっており、冬に咲いた花は枯れにくく、コウホネが冬に咲くと、黄色→オレンジ色→赤色と色が変化する。また、日差しの傾き、池の水量によって池の水の色も変化する。
スイレンの花は毎年6月上旬頃から開花が始まり、場所によって水温が若干異なることから9月頃まで開花が楽しめるほか、四季を通じて水温が安定しているため、スイレンの葉が冬も枯れずに紅葉した状態で残り、白銀の世界にスイレンの紅葉が映える光景を見ることができる。
池の透明度が高い理由は、高賀山の山体が流紋岩類で構成されており、そこからの湧き水には養分が含まれず、微生物が育たないことが原因である。
2015年6月頃、ブログやTwitter・InstagramなどのSNSでこの池が話題に上り始め、同年秋頃に新聞・情報番組で取り上げられたことで情報が一気に拡散し、観光客が激増する要因になった。
また、2016年には東海地方の観光地を紹介する情報誌にも掲載されたほか、新聞、テレビニュースでも取り上げられた。同年5月には板取地区の愛好家で作る板取錦鯉振興会が稚魚から育てたニシキゴイを提供した。この年のゴールデンウィーク中には1日平均約3000人の観光客が訪れ、国道256号が15kmにわたり渋滞し、警察が出動して交通整理を行った。
2017年3月3日の関市議会の一般質問の中で、関市当局が「モネの池」を含む観光シティプロモーション事業の集客効果を説明した。関市への観光入り込み客数は2014年が266万人だったのに対して、2015年には286万人、2016年には339万人となり、モネ効果などで73万人の観光客数の増加につながったという。
その後も観光客が増加するとともに、NHKの全国放送等多くのマスコミにも取り上げられている。
2020年に地元自治会の下部組織「通称モネの池環境整備委員会」が池を全周する遊歩道の一部を板張りに改修したほか、2023年4月にも同委員会により遊歩道の西側区間50mの舗装を行っている。また、5月のゴールデンウィーク期間と土日の計11日間、関市板取ふれあいのまちづくり推進委員会が主体となって環境保全協力金として300円を観光客に負担してもらう社会実験を行ったほか、2024年5月1日から同年11月30日までの期間、無料駐車場である第1・第2・第3駐車場において同様の環境整備協力金活動が実施されている。
2024年に未舗装だった遊歩道の東側部分約26mを板張りにする舗装工事が行われ、全周がバリアフリー仕様の遊歩道（ボードウォーク）となっている。

## 来訪者数
岐阜県観光企画課「岐阜県観光入込客統計調査」によると、観光地点として調査の対象となった2016年（平成28年）の入込客延べ人数は241,700人、2017年（平成29年）は230,300人、2018年（平成30年）は157,700人、2019年（令和元年）は175,000人、2020年（令和2年）は113,260人、2021年（令和3年）は155,450人、2022年（令和4年）は187,560人である。

## 命名の経緯
モネの池はあくまでも通称である。
2012年の写真雑誌『風景写真』2012年7-8月号に栄馬智太郎が「清流に彩る」を投稿し、最優秀作品賞（審査員：前田博史）及び2012年度フォトコンテストグランプリを受賞したのをきっかけに、テレビ放映やインターネットの会員制交流サイト（SNS）を通じて有名になり、「モネの池」と呼ばれるようになった。インターネット上には「モネの池」に関する写真が大量に投稿されている。

## 課題
| モネの池の立て看板（2016年5月） |  | モネの池の立て看板（2016年5月） |
| モネの池の立て看板（2016年5月） |  |                                 |

注目された当初は観光地ではないため駐車場が狭く、臨時駐車場を設置したものの満車状態となって路上にあふれる事態も発生した。また、観光客の誘導に慣れていないため、交通整理には地元警察に相談して体制を整えていた。2016年には、地元自治会が近隣住民の協力を得て約250台分の駐車場を確保したが、各駐車場に駐車場整備の協力金箱を設置して来場者の支援を仰いだ。同様に関市も「モネの池」の南100mに位置する市有地（農地）を駐車場として整備した。2023年現在は、無料駐車場である第1・第2・第3駐車場が整備されている。
観光客の増加で池の周りの砂利道が固められたことにより、2015年11月8日の大雨で砂利と砂利との間から土が池に流れ込み、池の水を濁らせた。これを受け同月9日、地元の有志が集まり池の水の入れ替え作業を行い、池の水の透明度は以前に近いくらいまで回復した。この水質汚濁を受け、地元自治会は土が池に流れ込まないようにするため、砂利を増やすなどの対策を行った。
また、関市は地域の自然・観光資源を充実させるための「地域の宝磨き上げ事業」を創設し、その一環として2016年度（平成28年度）当初予算に「名もなき池」（通称：モネの池）周辺整備の事業費を計上し、案内看板の設置やアジサイ植栽、トイレや階段の整備を行った。
なお、観光客が鯉にえさを与えることで水が濁ってしまう事態も発生しており、地元自治会が立て看板を設置して「えさやり禁止」を観光客に注意喚起している。

## 観光ツアー
| 撮影会ツアーバス（2016年5月） |  | 撮影会ツアーバス（2016年5月） |
| 撮影会ツアーバス（2016年5月） |  |                               |

モネの池へのツアーバスや撮影会のためのパッケージツアーもいくつか企画・開催されており、ツアー客が訪れている。

## ハートの鯉
2016年5月に板取地区の愛好家で作る板取錦鯉振興会が稚魚から育てたニシキゴイを提供したところ、頭にハートマークがついている鯉がいたことから、『“みたら恋が成就する”とネットでうわさ』といった新しい話題も生まれている。

## 動物・植物
生息する魚類
- コイ

生息する植物
- コウホネ、スイレン、ヒルムシロ

新聞記事にはヒメコウホネ、ヒメスイレンとの記述があるが、小林によると、コウホネ、スイレンとのことである。

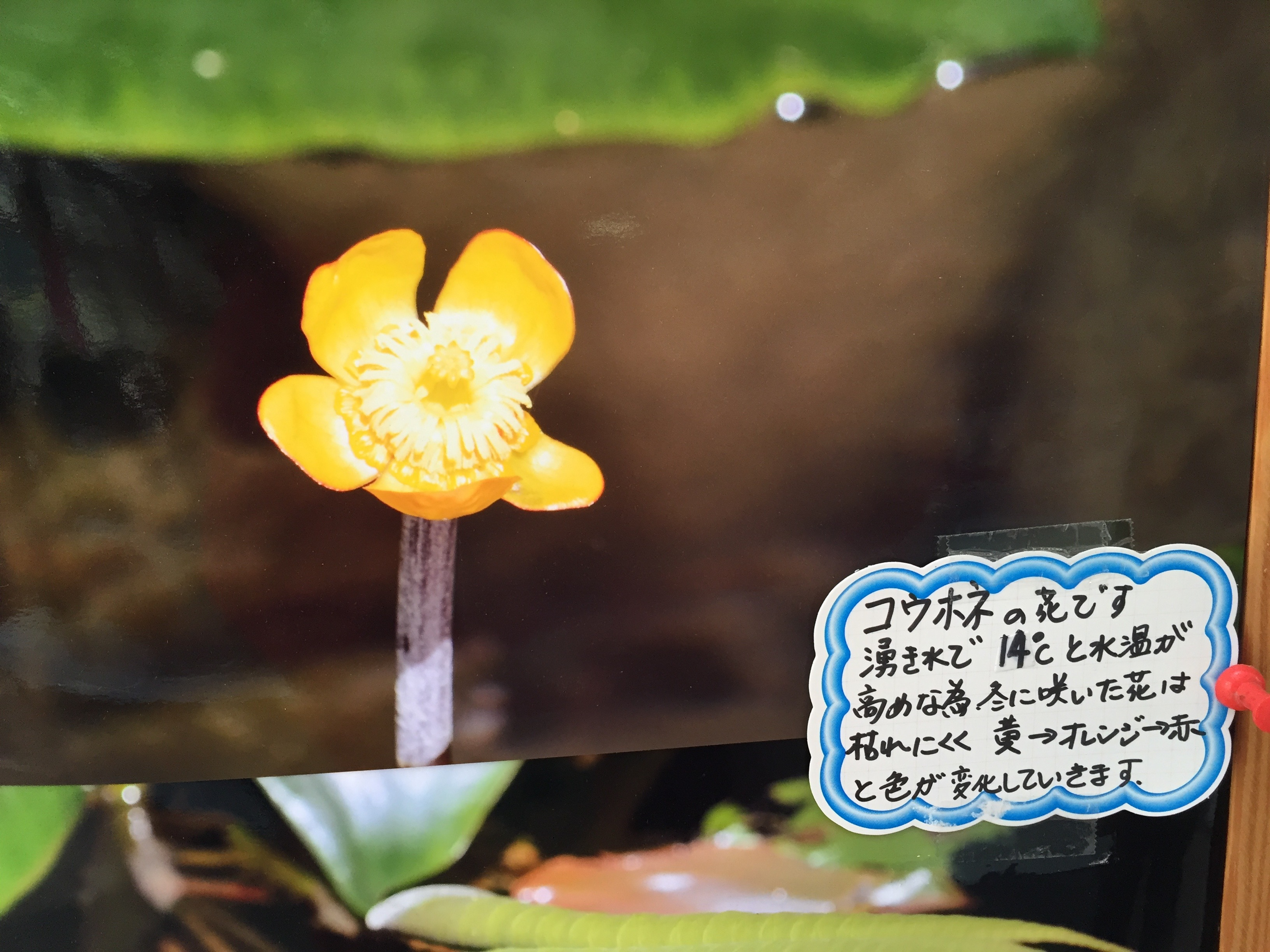
冬に咲くコウホネ
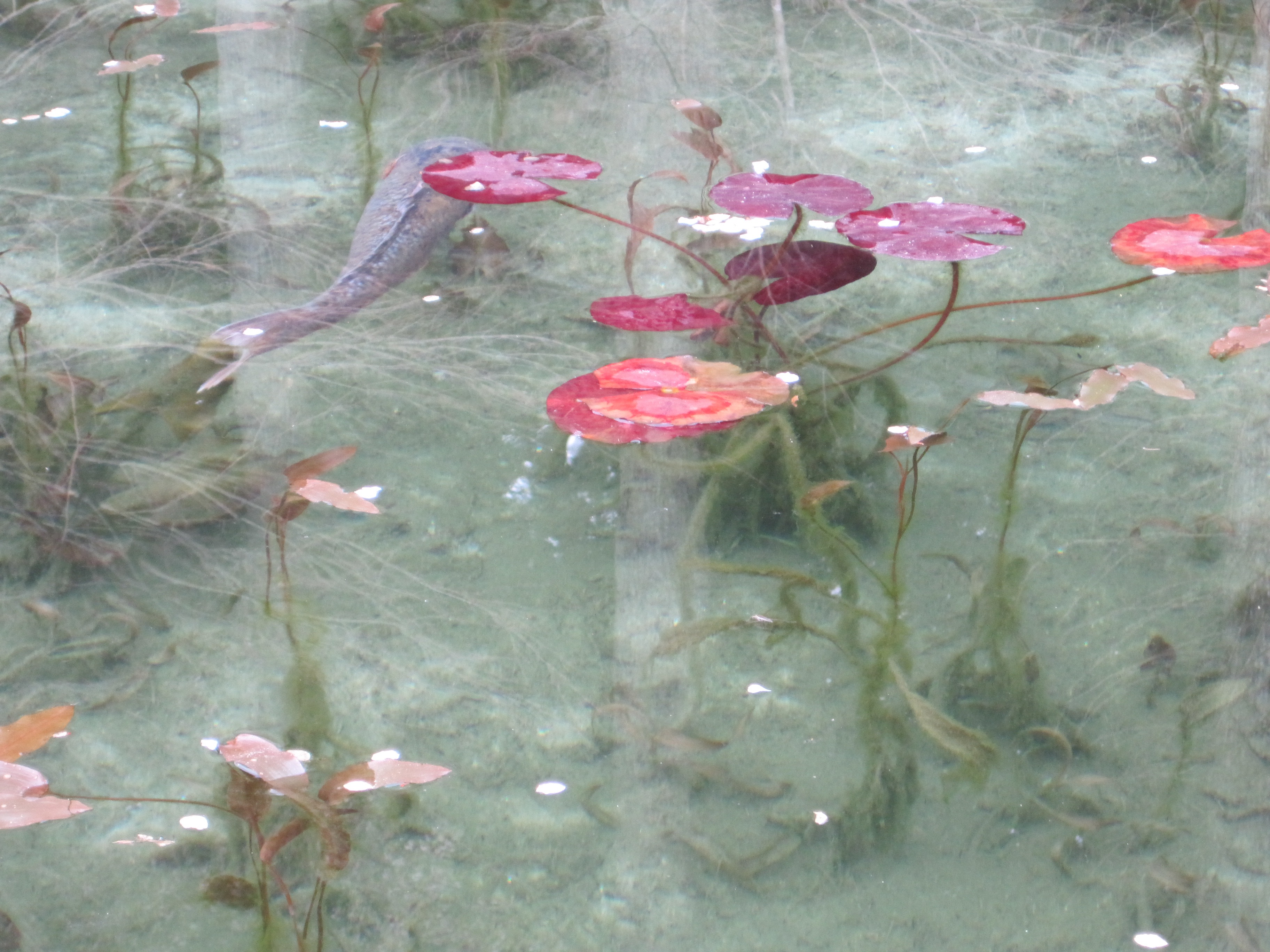
スイレン

## ギャラリー

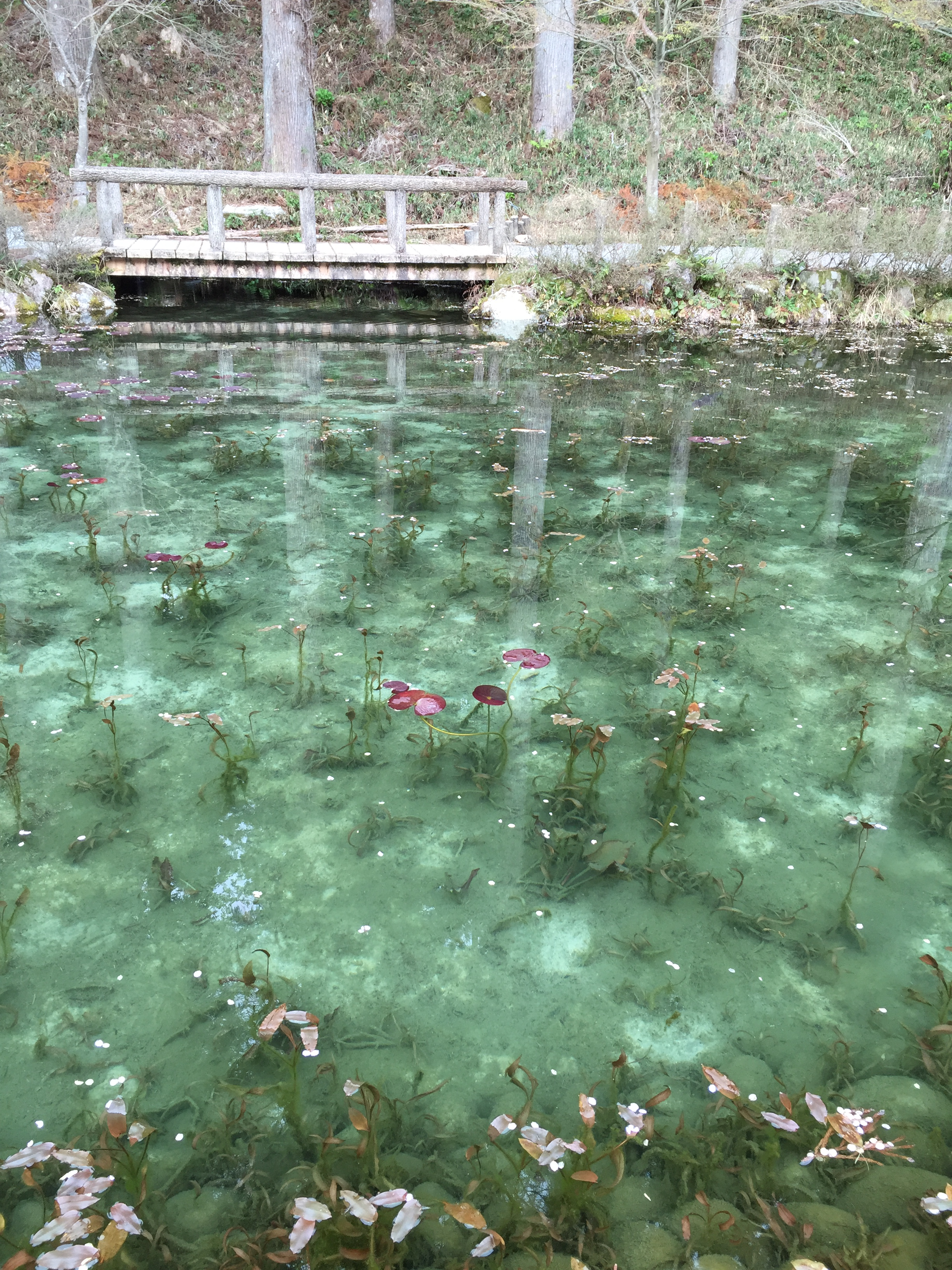
モネの池にかかる橋
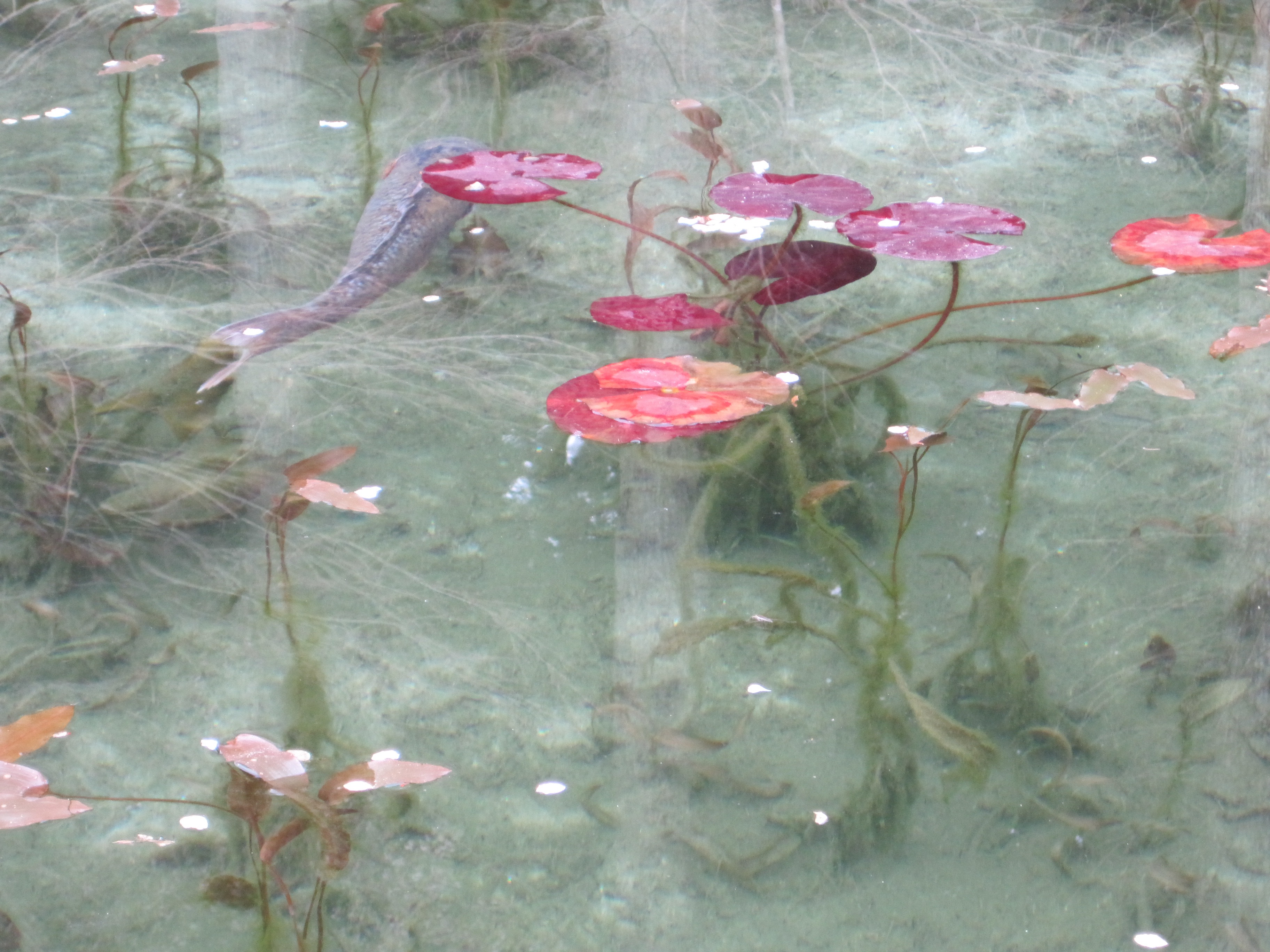
睡蓮とコイ1
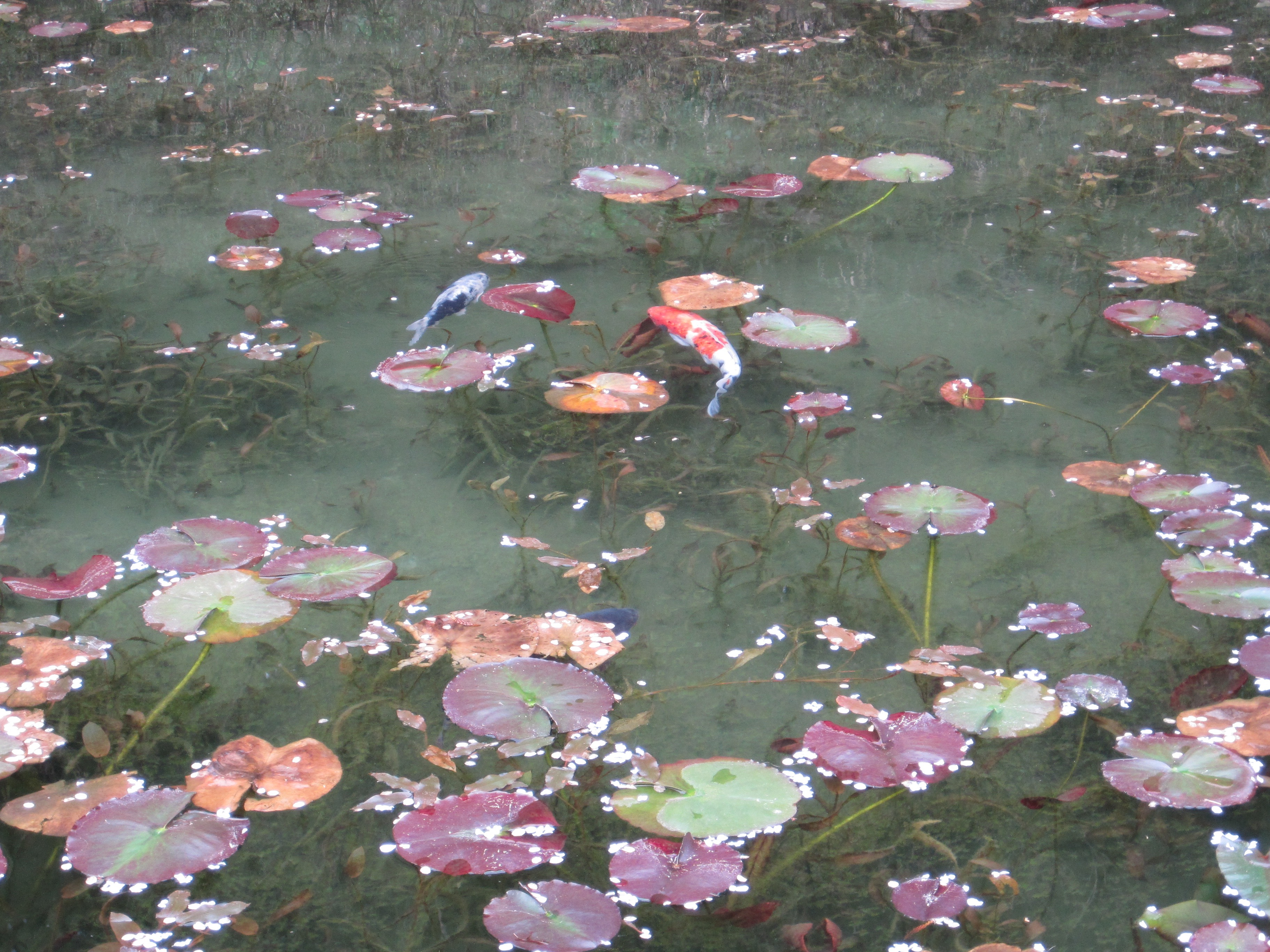
桜散るモネの池と鯉
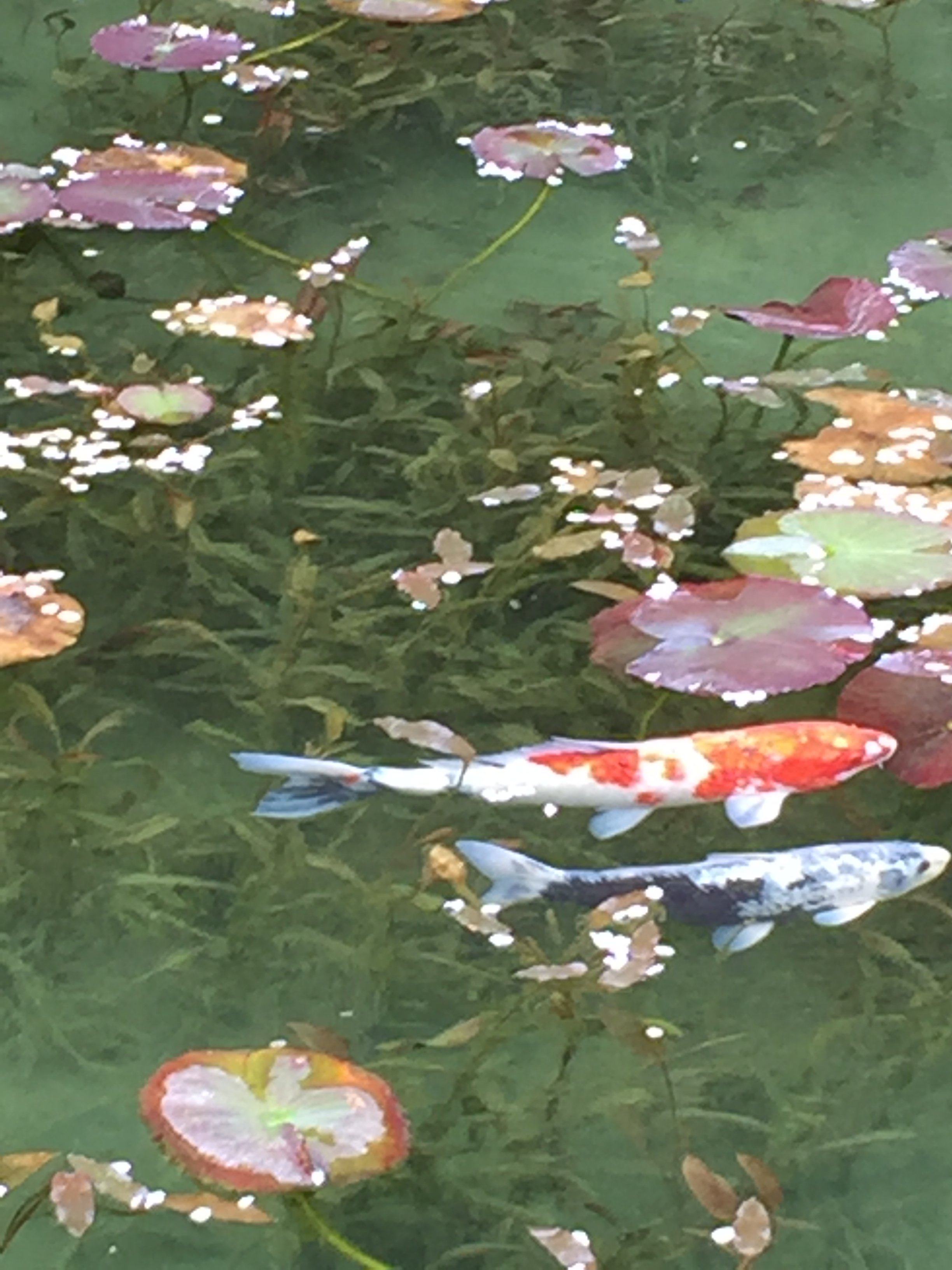
睡蓮とコイ2
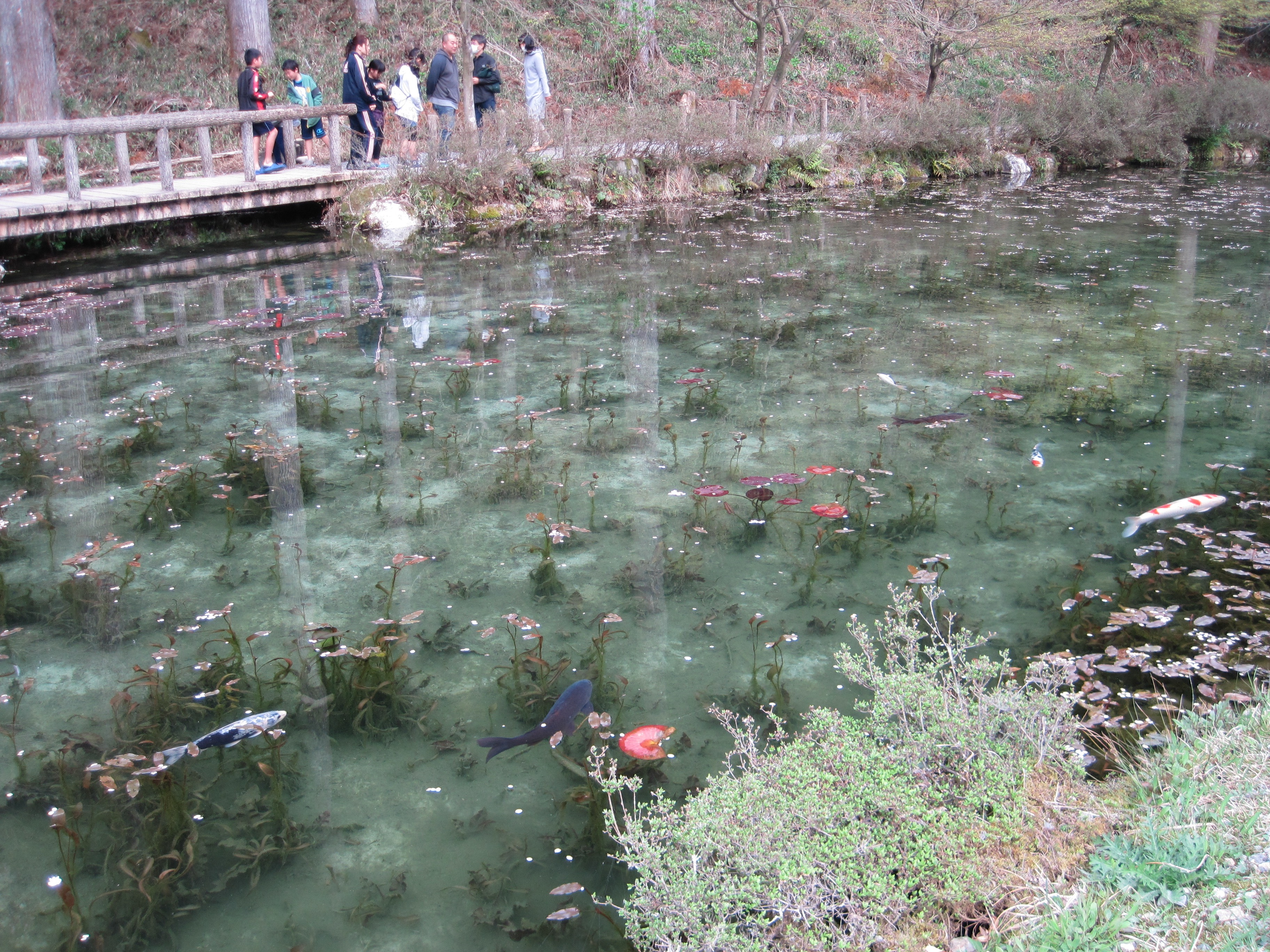
モネの池全景
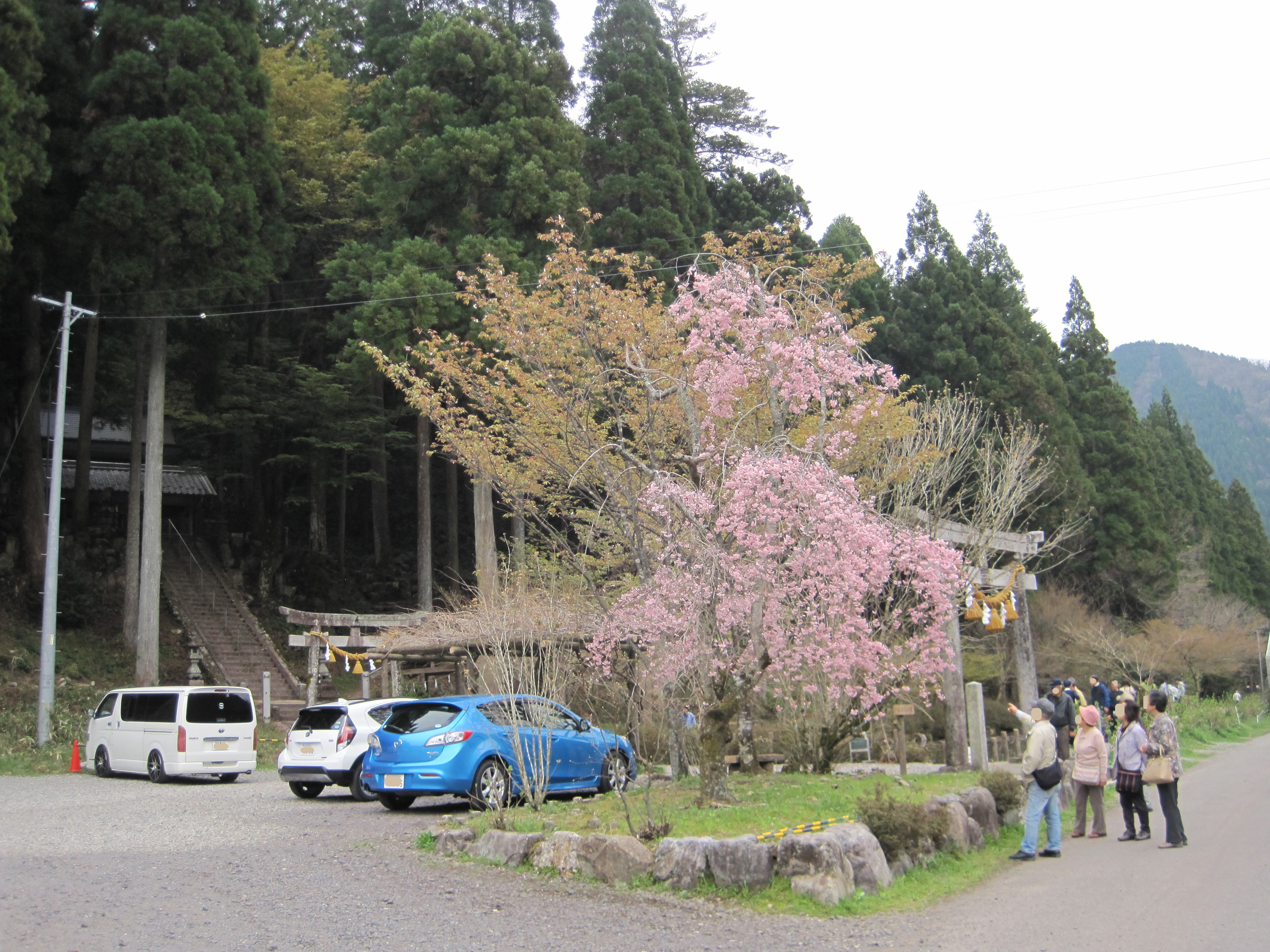
根道神社とモネの池
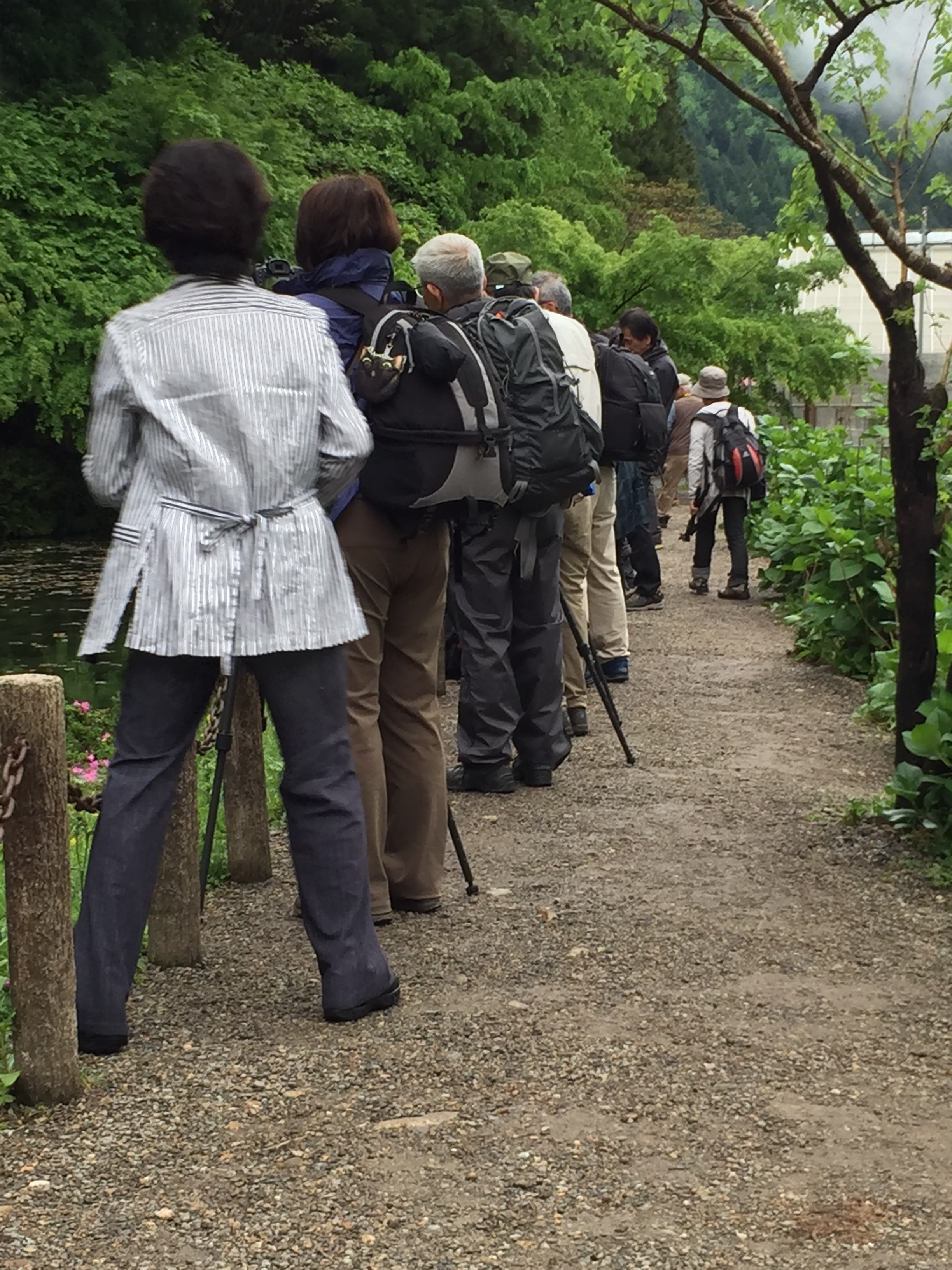
ツアーバスで撮影に訪れたアマチュア写真家達

## 題材にした作品

### 楽曲
- A Pond of Wonder 〜モネの池のテーマ〜（作曲：TSUMUZI）[52]
- レトン・ドゥ・モネ [L'étang de Monet]（作曲：ベンジャミン・R・バーカー）

### 映画
- 名もなき池（主演：伊達直斗、監督：シン・ベートーヴェン（新原光晴））
  - 関市の観光振興を目的に、関市が補助金2千万円を負担して制作されたご当地映画。上映条件などが満たされないとして補助金の全額返還を求めている[53][54][55][56]。

## 周辺施設
- 根道神社
- フラワーパーク板取
- 板取川
- 板取街道（別名：アジサイロード・日本の道100選）
- 21世紀の森公園 株杉
- 板取川温泉バーデェハウス

## 公共交通機関
- 岐阜バス岐阜板取線[57] または関シティバス関板取線[58]「ほらどキウイプラザ（終点）」下車、板取地域内バス（別名：板取ふれあいバス）に乗り換え[59]、「モネの池前」バス停から徒歩150m。